# Lista över fornlämningar i Strängnäs kommun (Ytterselö)
Lista över fornlämningar i Strängnäs kommun (Ytterselö) är en förteckning av ett urval av de fornlämningar som finns i Ytterselö i Strängnäs kommun.
| Namn                                   | Lämningstyp                 | Tillkomsttid | Historisk indelning     | Plats            | Läge                 | ID-nr          | Bild                                      |
| -------------------------------------- | --------------------------- | ------------ | ----------------------- | ---------------- | -------------------- | -------------- | ----------------------------------------- |
| Ytterselö 1:1                          | Stensättning                |              | Ytterselö, Södermanland |                  | 59.409493, 17.244133 | 10039000010001 | Ladda upp en bild av detta fornminne      |
| Ytterselö 1:2                          | Stensättning                |              | Ytterselö, Södermanland |                  | 59.409637, 17.244018 | 10039000010002 | Ladda upp en bild av detta fornminne      |
| Ytterselö 2:1                          | Stensättning                |              | Ytterselö, Södermanland |                  | 59.401677, 17.243941 | 10039000020001 | Ladda upp en bild av detta fornminne      |
| Ytterselö 3:1                          | Gravfält                    |              | Ytterselö, Södermanland |                  | 59.406827, 17.255476 | 10039000030001 | Ladda upp en bild av detta fornminne      |
| Ytterselö 4:1                          | Stensättning                |              | Ytterselö, Södermanland |                  | 59.407899, 17.254468 | 10039000040001 | Ladda upp en bild av detta fornminne      |
| Ytterselö 4:2                          | Stensättning                |              | Ytterselö, Södermanland |                  | 59.407706, 17.254542 | 10039000040002 | Ladda upp en bild av detta fornminne      |
| Ytterselö 5:1                          | Gravfält                    |              | Ytterselö, Södermanland |                  | 59.406053, 17.253664 | 10039000050001 | Ladda upp en bild av detta fornminne      |
| Ytterselö 7:1                          | Hög                         |              | Ytterselö, Södermanland |                  | 59.407279, 17.258957 | 10039000070001 | Ladda upp en bild av detta fornminne      |
| Ytterselö 7:2                          | Stensättning                |              | Ytterselö, Södermanland |                  | 59.407399, 17.259180 | 10039000070002 | Ladda upp en bild av detta fornminne      |
| Ytterselö 7:3                          | Stensättning                |              | Ytterselö, Södermanland |                  | 59.407275, 17.259207 | 10039000070003 | Ladda upp en bild av detta fornminne      |
| Ytterselö 7:4                          | Stensättning                |              | Ytterselö, Södermanland |                  | 59.407391, 17.259429 | 10039000070004 | Ladda upp en bild av detta fornminne      |
| Ytterselö 8:1                          | Gravfält                    |              | Ytterselö, Södermanland |                  | 59.407007, 17.257071 | 10039000080001 | Ladda upp en bild av detta fornminne      |
| Ytterselö 9:1                          | Gravfält                    |              | Ytterselö, Södermanland |                  | 59.407213, 17.258256 | 10039000090001 | Ladda upp en bild av detta fornminne      |
| Ytterselö 10:1                         | Gravfält                    |              | Ytterselö, Södermanland |                  | 59.413526, 17.256995 | 10039000100001 | Ladda upp en bild av detta fornminne      |
| Ytterselö 11:1                         | Stensättning                |              | Ytterselö, Södermanland |                  | 59.415785, 17.241378 | 10039000110001 | Ladda upp en bild av detta fornminne      |
| Ytterselö 12:1                         | Gravfält                    |              | Ytterselö, Södermanland |                  | 59.420530, 17.258685 | 10039000120001 | Ladda upp en bild av detta fornminne      |
| Ytterselö 13:1                         | Stensättning                |              | Ytterselö, Södermanland |                  | 59.413138, 17.229324 | 10039000130001 | Ladda upp en bild av detta fornminne      |
| Ytterselö 14:1                         | Röse                        |              | Ytterselö, Södermanland |                  | 59.414602, 17.227508 | 10039000140001 | Ladda upp en bild av detta fornminne      |
| Ytterselö 15:1                         | Hällristning                |              | Ytterselö, Södermanland |                  | 59.413477, 17.219468 | 10039000150001 | Ladda upp en bild av detta fornminne      |
| Ytterselö 16:1                         | Gravfält                    |              | Ytterselö, Södermanland |                  | 59.410871, 17.232631 | 10039000160001 | Ladda upp en bild av detta fornminne      |
| Sö 194 (Ytterselö 16:2)                | Runristning                 |              | Ytterselö, Södermanland | Brössike         | 59.411306, 17.232440 | 10039000160002 | Ladda upp en till bild av detta fornminne |
| Sö 195 (Ytterselö 16:3)                | Runristning                 |              | Ytterselö, Södermanland | Brössike         | 59.410544, 17.232194 | 10039000160003 | Ladda upp en till bild av detta fornminne |
| Ytterselö 17:1                         | Stensättning                |              | Ytterselö, Södermanland |                  | 59.405599, 17.259287 | 10039000170001 | Ladda upp en bild av detta fornminne      |
| Ytterselö 17:2                         | Stensättning                |              | Ytterselö, Södermanland |                  | 59.405473, 17.259272 | 10039000170002 | Ladda upp en bild av detta fornminne      |
| Ytterselö 18:1                         | Gravfält                    |              | Ytterselö, Södermanland |                  | 59.400684, 17.265780 | 10039000180001 | Ladda upp en bild av detta fornminne      |
| Ytterselö 19:1                         | Röse                        |              | Ytterselö, Södermanland |                  | 59.404111, 17.271022 | 10039000190001 | Ladda upp en bild av detta fornminne      |
| Ytterselö 20:1                         | Gravfält                    |              | Ytterselö, Södermanland |                  | 59.400561, 17.269345 | 10039000200001 | Ladda upp en bild av detta fornminne      |
| Ytterselö 21:1                         | Gravfält                    |              | Ytterselö, Södermanland |                  | 59.403401, 17.276257 | 10039000210001 | Ladda upp en bild av detta fornminne      |
| Ytterselö 22:1                         | Gravfält                    |              | Ytterselö, Södermanland |                  | 59.409436, 17.273985 | 10039000220001 | Ladda upp en bild av detta fornminne      |
| Ytterselö 23:1                         | Röse                        |              | Ytterselö, Södermanland |                  | 59.410620, 17.273099 | 10039000230001 | Ladda upp en bild av detta fornminne      |
| Ytterselö 23:2                         | Stensättning                |              | Ytterselö, Södermanland |                  | 59.410737, 17.273279 | 10039000230002 | Ladda upp en bild av detta fornminne      |
| Ytterselö 24:1                         | Gravfält                    |              | Ytterselö, Södermanland |                  | 59.412362, 17.269246 | 10039000240001 | Ladda upp en bild av detta fornminne      |
| Ytterselö 25:1                         | Gravfält                    |              | Ytterselö, Södermanland |                  | 59.402230, 17.282469 | 10039000250001 | Ladda upp en bild av detta fornminne      |
| Ytterselö 26:1                         | Gravfält                    |              | Ytterselö, Södermanland |                  | 59.402338, 17.284240 | 10039000260001 | Ladda upp en bild av detta fornminne      |
| Ytterselö 27:1                         | Gravfält                    |              | Ytterselö, Södermanland |                  | 59.400700, 17.281958 | 10039000270001 | Ladda upp en bild av detta fornminne      |
| Ytterselö 27:2                         | Stensättning                |              | Ytterselö, Södermanland |                  | 59.400708, 17.282841 | 10039000270002 | Ladda upp en bild av detta fornminne      |
| Ytterselö 28:1                         | Gravfält                    |              | Ytterselö, Södermanland |                  | 59.400372, 17.286277 | 10039000280001 | Ladda upp en bild av detta fornminne      |
| Ytterselö 29:1                         | Gravfält                    |              | Ytterselö, Södermanland |                  | 59.401785, 17.299718 | 10039000290001 | Ladda upp en bild av detta fornminne      |
| Ytterselö 30:1                         | Stensättning                |              | Ytterselö, Södermanland |                  | 59.410274, 17.286604 | 10039000300001 | Ladda upp en bild av detta fornminne      |
| Ytterselö 32:1                         | Gravfält                    |              | Ytterselö, Södermanland |                  | 59.413148, 17.281401 | 10039000320001 | Ladda upp en bild av detta fornminne      |
| Ytterselö 33:1                         | Gravfält                    |              | Ytterselö, Södermanland |                  | 59.413461, 17.277230 | 10039000330001 | Ladda upp en bild av detta fornminne      |
| Ytterselö 34:1                         | Stensättning                |              | Ytterselö, Södermanland |                  | 59.417791, 17.271129 | 10039000340001 | Ladda upp en bild av detta fornminne      |
| Ytterselö 35:1                         | Röse                        |              | Ytterselö, Södermanland |                  | 59.417044, 17.271841 | 10039000350001 | Ladda upp en bild av detta fornminne      |
| Ytterselö 36:1                         | Gravfält                    |              | Ytterselö, Södermanland |                  | 59.416066, 17.272444 | 10039000360001 | Ladda upp en till bild av detta fornminne |
| Ytterselö 37:1                         | Stensättning                |              | Ytterselö, Södermanland |                  | 59.397410, 17.287644 | 10039000370001 | Ladda upp en bild av detta fornminne      |
| Ytterselö 38:1                         | Gravfält                    |              | Ytterselö, Södermanland |                  | 59.394825, 17.278887 | 10039000380001 | Ladda upp en bild av detta fornminne      |
| Ytterselö 39:1                         | Gravfält                    |              | Ytterselö, Södermanland |                  | 59.396759, 17.277381 | 10039000390001 | Ladda upp en till bild av detta fornminne |
| Ytterselö 40:1                         | Gravfält                    |              | Ytterselö, Södermanland |                  | 59.397586, 17.276061 | 10039000400001 | Ladda upp en bild av detta fornminne      |
| Ytterselö 41:1                         | Stensättning                |              | Ytterselö, Södermanland |                  | 59.395093, 17.272466 | 10039000410001 | Ladda upp en bild av detta fornminne      |
| Ytterselö 42:1                         | Stensättning                |              | Ytterselö, Södermanland |                  | 59.393859, 17.271362 | 10039000420001 | Ladda upp en bild av detta fornminne      |
| Ytterselö 43:1                         | Röse                        |              | Ytterselö, Södermanland |                  | 59.392407, 17.268767 | 10039000430001 | Ladda upp en bild av detta fornminne      |
| Ytterselö 43:2                         | Stensättning                |              | Ytterselö, Södermanland |                  | 59.392364, 17.268558 | 10039000430002 | Ladda upp en bild av detta fornminne      |
| Ytterselö 45:1                         | Röse                        |              | Ytterselö, Södermanland |                  | 59.397457, 17.293592 | 10039000450001 | Ladda upp en bild av detta fornminne      |
| Ytterselö 46:1                         | Gravfält                    |              | Ytterselö, Södermanland |                  | 59.385373, 17.299797 | 10039000460001 | Ladda upp en bild av detta fornminne      |
| Ytterselö 47:1                         | Gravfält                    |              | Ytterselö, Södermanland |                  | 59.385765, 17.298390 | 10039000470001 | Ladda upp en bild av detta fornminne      |
| Ytterselö 49:1                         | Stensättning                |              | Ytterselö, Södermanland |                  | 59.390873, 17.259689 | 10039000490001 | Ladda upp en bild av detta fornminne      |
| Ytterselö 49:2                         | Hällristning                |              | Ytterselö, Södermanland |                  | 59.390744, 17.259679 | 10039000490002 | Ladda upp en bild av detta fornminne      |
| Ytterselö 50:1                         | Stensättning                |              | Ytterselö, Södermanland |                  | 59.391273, 17.261876 | 10039000500001 | Ladda upp en bild av detta fornminne      |
| Ytterselö 51:1                         | Stensättning                |              | Ytterselö, Södermanland |                  | 59.389558, 17.264351 | 10039000510001 | Ladda upp en bild av detta fornminne      |
| Ytterselö 52:1                         | Gravfält                    |              | Ytterselö, Södermanland |                  | 59.387884, 17.261465 | 10039000520001 | Ladda upp en bild av detta fornminne      |
| Ytterselö 53:1                         | Gravfält                    |              | Ytterselö, Södermanland |                  | 59.395587, 17.266522 | 10039000530001 | Ladda upp en bild av detta fornminne      |
| Ytterselö 53:2                         | Gravfält                    |              | Ytterselö, Södermanland |                  | 59.395842, 17.267345 | 10039000530002 | Ladda upp en bild av detta fornminne      |
| Ytterselö 54:1                         | Gravfält                    |              | Ytterselö, Södermanland |                  | 59.379930, 17.271467 | 10039000540001 | Ladda upp en bild av detta fornminne      |
| Ytterselö 55:1                         | Gravfält                    |              | Ytterselö, Södermanland |                  | 59.381087, 17.267182 | 10039000550001 | Ladda upp en bild av detta fornminne      |
| Ytterselö 56:1                         | Hög                         |              | Ytterselö, Södermanland |                  | 59.379154, 17.273671 | 10039000560001 | Ladda upp en bild av detta fornminne      |
| Ytterselö 57:1                         | Stensättning                |              | Ytterselö, Södermanland |                  | 59.381205, 17.268896 | 10039000570001 | Ladda upp en bild av detta fornminne      |
| Ytterselö 58:1                         | Gravfält                    |              | Ytterselö, Södermanland |                  | 59.372589, 17.254674 | 10039000580001 | Ladda upp en bild av detta fornminne      |
| Ytterselö 59:1                         | Stensättning                |              | Ytterselö, Södermanland |                  | 59.365427, 17.265422 | 10039000590001 | Ladda upp en bild av detta fornminne      |
| Ytterselö 59:2                         | Stensättning                |              | Ytterselö, Södermanland |                  | 59.365506, 17.265659 | 10039000590002 | Ladda upp en bild av detta fornminne      |
| Ytterselö 60:1                         | Stensättning                |              | Ytterselö, Södermanland |                  | 59.364716, 17.257032 | 10039000600001 | Ladda upp en bild av detta fornminne      |
| Ytterselö 61:1                         | Hällristning                |              | Ytterselö, Södermanland |                  | 59.369046, 17.245894 | 10039000610001 | Ladda upp en bild av detta fornminne      |
| Ytterselö 62:1                         | Stensättning                |              | Ytterselö, Södermanland |                  | 59.370570, 17.244413 | 10039000620001 | Ladda upp en bild av detta fornminne      |
| Ytterselö 62:2                         | Stensättning                |              | Ytterselö, Södermanland |                  | 59.370443, 17.244588 | 10039000620002 | Ladda upp en bild av detta fornminne      |
| Ytterselö 62:3                         | Stensättning                |              | Ytterselö, Södermanland |                  | 59.370481, 17.244323 | 10039000620003 | Ladda upp en bild av detta fornminne      |
| Ytterselö 63:1                         | Stensättning                |              | Ytterselö, Södermanland |                  | 59.370963, 17.239028 | 10039000630001 | Ladda upp en bild av detta fornminne      |
| Ytterselö 63:2                         | Stensättning                |              | Ytterselö, Södermanland |                  | 59.370856, 17.239353 | 10039000630002 | Ladda upp en bild av detta fornminne      |
| Ytterselö 63:3                         | Stensättning                |              | Ytterselö, Södermanland |                  | 59.371100, 17.238618 | 10039000630003 | Ladda upp en bild av detta fornminne      |
| Ytterselö 64:1                         | Gravfält                    |              | Ytterselö, Södermanland |                  | 59.370017, 17.240110 | 10039000640001 | Ladda upp en bild av detta fornminne      |
| Ytterselö 65:1                         | Gravfält                    |              | Ytterselö, Södermanland |                  | 59.398501, 17.280170 | 10039000650001 | Ladda upp en bild av detta fornminne      |
| Ytterselö 66:1                         | Stensättning                |              | Ytterselö, Södermanland |                  | 59.404447, 17.275109 | 10039000660001 | Ladda upp en bild av detta fornminne      |
| Ytterselö 67:1                         | Stensättning                |              | Ytterselö, Södermanland |                  | 59.404405, 17.273896 | 10039000670001 | Ladda upp en bild av detta fornminne      |
| Sö 197 (Ytterselö 68:1)                | Runristning                 |              | Ytterselö, Södermanland | Kolsundet, Husby | 59.360623, 17.245422 | 10039000680001 | Ladda upp en till bild av detta fornminne |
| Sö 196 (Ytterselö 69:1)                | Runristning                 |              | Ytterselö, Södermanland | Kolsundet, Husby | 59.361046, 17.244742 | 10039000690001 | Ladda upp en till bild av detta fornminne |
| Ytterselö 70:1                         | Gravfält                    |              | Ytterselö, Södermanland |                  | 59.371490, 17.235818 | 10039000700001 | Ladda upp en bild av detta fornminne      |
| Ytterselö 71:1                         | Gravfält                    |              | Ytterselö, Södermanland |                  | 59.372611, 17.225924 | 10039000710001 | Ladda upp en bild av detta fornminne      |
| Ytterselö 72:1                         | Gravfält                    |              | Ytterselö, Södermanland |                  | 59.377327, 17.219498 | 10039000720001 | Ladda upp en bild av detta fornminne      |
| Ytterselö 73:1                         | Gravfält                    |              | Ytterselö, Södermanland |                  | 59.372636, 17.221208 | 10039000730001 | Ladda upp en bild av detta fornminne      |
| Ytterselö 74:1                         | Stensättning                |              | Ytterselö, Södermanland |                  | 59.369472, 17.226610 | 10039000740001 | Ladda upp en bild av detta fornminne      |
| Ytterselö 75:1                         | Gravfält                    |              | Ytterselö, Södermanland |                  | 59.376756, 17.215160 | 10039000750001 | Ladda upp en bild av detta fornminne      |
| Ytterselö 76:1                         | Stensättning                |              | Ytterselö, Södermanland |                  | 59.374057, 17.212594 | 10039000760001 | Ladda upp en bild av detta fornminne      |
| Ytterselö 76:2                         | Grav markerad av sten/block |              | Ytterselö, Södermanland |                  | 59.373986, 17.212595 | 10039000760002 | Ladda upp en bild av detta fornminne      |
| Ytterselö 77:1                         | Gravfält                    |              | Ytterselö, Södermanland |                  | 59.375103, 17.213057 | 10039000770001 | Ladda upp en bild av detta fornminne      |
| Ytterselö 78:1                         | Gravfält                    |              | Ytterselö, Södermanland |                  | 59.367592, 17.229510 | 10039000780001 | Ladda upp en bild av detta fornminne      |
| Ytterselö 79:1                         | Gravfält                    |              | Ytterselö, Södermanland |                  | 59.369840, 17.223871 | 10039000790001 | Ladda upp en bild av detta fornminne      |
| Ytterselö 81:1                         | Stensättning                |              | Ytterselö, Södermanland |                  | 59.368918, 17.285620 | 10039000810001 | Ladda upp en bild av detta fornminne      |
| Ytterselö 83:1                         | Hög                         |              | Ytterselö, Södermanland |                  | 59.376242, 17.263950 | 10039000830001 | Ladda upp en bild av detta fornminne      |
| Ytterselö 84:1                         | Stensättning                |              | Ytterselö, Södermanland |                  | 59.377363, 17.263961 | 10039000840001 | Ladda upp en bild av detta fornminne      |
| Ytterselö 86:1                         | Gravfält                    |              | Ytterselö, Södermanland |                  | 59.372624, 17.268759 | 10039000860001 | Ladda upp en bild av detta fornminne      |
| Ytterselö 87:1                         | Gravfält                    |              | Ytterselö, Södermanland |                  | 59.370926, 17.266584 | 10039000870001 | Ladda upp en bild av detta fornminne      |
| Ytterselö 90:1                         | Gravfält                    |              | Ytterselö, Södermanland |                  | 59.376346, 17.213817 | 10039000900001 | Ladda upp en bild av detta fornminne      |
| Ytterselö 91:1                         | Stensättning                |              | Ytterselö, Södermanland |                  | 59.379655, 17.189108 | 10039000910001 | Ladda upp en bild av detta fornminne      |
| Ytterselö 92:1                         | Gravfält                    |              | Ytterselö, Södermanland |                  | 59.382157, 17.189957 | 10039000920001 | Ladda upp en bild av detta fornminne      |
| Mervallastenen/Sö 198 (Ytterselö 92:2) | Runristning                 |              | Ytterselö, Södermanland | Mervalla         | 59.381995, 17.189557 | 10039000920002 | Ladda upp en till bild av detta fornminne |
| Ytterselö 93:1                         | Gravfält                    |              | Ytterselö, Södermanland |                  | 59.384880, 17.191326 | 10039000930001 | Ladda upp en till bild av detta fornminne |
| Sö 192 (Ytterselö 94:1)                | Runristning                 |              | Ytterselö, Södermanland | Berg             | 59.386456, 17.194250 | 10039000940001 | Ladda upp en till bild av detta fornminne |
| Ytterselö 95:1                         | Gravfält                    |              | Ytterselö, Södermanland |                  | 59.389323, 17.196569 | 10039000950001 | Ladda upp en bild av detta fornminne      |
| Ytterselö 96:1                         | Gravfält                    |              | Ytterselö, Södermanland |                  | 59.388214, 17.198298 | 10039000960001 | Ladda upp en bild av detta fornminne      |
| Ytterselö 97:1                         | Gravfält                    |              | Ytterselö, Södermanland |                  | 59.384275, 17.204761 | 10039000970001 | Ladda upp en bild av detta fornminne      |
| Ytterselö 98:1                         | Gravfält                    |              | Ytterselö, Södermanland |                  | 59.393109, 17.186293 | 10039000980001 | Ladda upp en bild av detta fornminne      |
| Ytterselö 101:1                        | Röse                        |              | Ytterselö, Södermanland |                  | 59.392513, 17.337347 | 10039001010001 | Ladda upp en bild av detta fornminne      |
| Ytterselö 101:2                        | Stensättning                |              | Ytterselö, Södermanland |                  | 59.392552, 17.337180 | 10039001010002 | Ladda upp en bild av detta fornminne      |
| Ytterselö 101:3                        | Stensättning                |              | Ytterselö, Södermanland |                  | 59.392631, 17.337248 | 10039001010003 | Ladda upp en bild av detta fornminne      |
| Ytterselö 101:4                        | Stensättning                |              | Ytterselö, Södermanland |                  | 59.392730, 17.337479 | 10039001010004 | Ladda upp en bild av detta fornminne      |
| Ytterselö 104:1                        | Gravfält                    |              | Ytterselö, Södermanland |                  | 59.400504, 17.304001 | 10039001040001 | Ladda upp en bild av detta fornminne      |
| Ytterselö 105:1                        | Stensättning                |              | Ytterselö, Södermanland |                  | 59.410617, 17.310606 | 10039001050001 | Ladda upp en bild av detta fornminne      |
| Ytterselö 105:2                        | Stensättning                |              | Ytterselö, Södermanland |                  | 59.410597, 17.310824 | 10039001050002 | Ladda upp en bild av detta fornminne      |
| Ytterselö 106:1                        | Stensättning                |              | Ytterselö, Södermanland |                  | 59.409972, 17.309744 | 10039001060001 | Ladda upp en bild av detta fornminne      |
| Ytterselö 107:1                        | Gravfält                    |              | Ytterselö, Södermanland |                  | 59.418454, 17.334742 | 10039001070001 | Ladda upp en bild av detta fornminne      |
| Ytterselö 108:1                        | Stensättning                |              | Ytterselö, Södermanland |                  | 59.408795, 17.304919 | 10039001080001 | Ladda upp en bild av detta fornminne      |
| Ytterselö 109:1                        | Stensättning                |              | Ytterselö, Södermanland |                  | 59.408131, 17.310519 | 10039001090001 | Ladda upp en bild av detta fornminne      |
| Ytterselö 111:1                        | Hög                         |              | Ytterselö, Södermanland |                  | 59.418806, 17.333913 | 10039001110001 | Ladda upp en bild av detta fornminne      |
| Ytterselö 111:2                        | Stensättning                |              | Ytterselö, Södermanland |                  | 59.419040, 17.333733 | 10039001110002 | Ladda upp en bild av detta fornminne      |
| Bållberget (Ytterselö 113:1)           | Fornborg                    |              | Ytterselö, Södermanland |                  | 59.432594, 17.275827 | 10039001130001 | Ladda upp en bild av detta fornminne      |
| Ytterselö 114:1                        | Gravfält                    |              | Ytterselö, Södermanland |                  | 59.432729, 17.240446 | 10039001140001 | Ladda upp en bild av detta fornminne      |
| Ytterselö 115:1                        | Gravfält                    |              | Ytterselö, Södermanland |                  | 59.430982, 17.242301 | 10039001150001 | Ladda upp en bild av detta fornminne      |
| Sö 201 (Ytterselö 116:1)               | Runristning                 |              | Ytterselö, Södermanland | Älby             | 59.422848, 17.255063 | 10039001160001 | Ladda upp en till bild av detta fornminne |
| Ytterselö 117:1                        | Röse                        |              | Ytterselö, Södermanland |                  | 59.448239, 17.230740 | 10039001170001 | Ladda upp en bild av detta fornminne      |
| Ytterselö 121:1                        | Stensättning                |              | Ytterselö, Södermanland |                  | 59.431002, 17.244005 | 10039001210001 | Ladda upp en bild av detta fornminne      |
| Ytterselö 121:2                        | Stensättning                |              | Ytterselö, Södermanland |                  | 59.430881, 17.243901 | 10039001210002 | Ladda upp en bild av detta fornminne      |
| Åsa gravfält (Ytterselö 123:1)         | Gravfält                    |              | Ytterselö, Södermanland |                  | 59.389928, 17.189232 | 10039001230001 | Ladda upp en till bild av detta fornminne |
| Sö 200 (Ytterselö 123:2)               | Runristning                 |              | Ytterselö, Södermanland | Åsa gravfält     | 59.390295, 17.187899 | 10039001230002 | Ladda upp en till bild av detta fornminne |
| Ytterselö 124:1                        | Gravfält                    |              | Ytterselö, Södermanland |                  | 59.392325, 17.186282 | 10039001240001 | Ladda upp en bild av detta fornminne      |
| Ytterselö 126:1                        | Stenkrets                   |              | Ytterselö, Södermanland |                  | 59.390705, 17.187088 | 10039001260001 | Ladda upp en bild av detta fornminne      |
| Ytterselö 127:1                        | Gravfält                    |              | Ytterselö, Södermanland |                  | 59.385557, 17.197430 | 10039001270001 | Ladda upp en bild av detta fornminne      |
| Ytterselö 128:1                        | Gravfält                    |              | Ytterselö, Södermanland |                  | 59.379283, 17.208735 | 10039001280001 | Ladda upp en bild av detta fornminne      |
| Ytterselö 129:1                        | Stensättning                |              | Ytterselö, Södermanland |                  | 59.382720, 17.209358 | 10039001290001 | Ladda upp en bild av detta fornminne      |
| Ytterselö 129:2                        | Stensättning                |              | Ytterselö, Södermanland |                  | 59.382627, 17.209130 | 10039001290002 | Ladda upp en bild av detta fornminne      |
| Ytterselö 129:3                        | Stensättning                |              | Ytterselö, Södermanland |                  | 59.382755, 17.208962 | 10039001290003 | Ladda upp en bild av detta fornminne      |
| Ytterselö 130:1                        | Stensättning                |              | Ytterselö, Södermanland |                  | 59.384882, 17.210264 | 10039001300001 | Ladda upp en bild av detta fornminne      |
| Ytterselö 132:1                        | Grav markerad av sten/block |              | Ytterselö, Södermanland |                  | 59.387309, 17.204121 | 10039001320001 | Ladda upp en bild av detta fornminne      |
| Ytterselö 132:2                        | Grav markerad av sten/block |              | Ytterselö, Södermanland |                  | 59.387312, 17.204108 | 10039001320002 | Ladda upp en bild av detta fornminne      |
| Ytterselö 133:1                        | Stensättning                |              | Ytterselö, Södermanland |                  | 59.387595, 17.208642 | 10039001330001 | Ladda upp en bild av detta fornminne      |
| Ytterselö 134:1                        | Stensättning                |              | Ytterselö, Södermanland |                  | 59.389147, 17.210143 | 10039001340001 | Ladda upp en bild av detta fornminne      |
| Ytterselö 135:1                        | Gravfält                    |              | Ytterselö, Södermanland |                  | 59.394926, 17.199857 | 10039001350001 | Ladda upp en bild av detta fornminne      |
| Ytterselö 136:1                        | Hög                         |              | Ytterselö, Södermanland |                  | 59.382335, 17.255111 | 10039001360001 | Ladda upp en bild av detta fornminne      |
| Ytterselö 136:2                        | Hög                         |              | Ytterselö, Södermanland |                  | 59.382510, 17.255030 | 10039001360002 | Ladda upp en bild av detta fornminne      |
| Ytterselö 137:1                        | Gravfält                    |              | Ytterselö, Södermanland |                  | 59.384395, 17.254622 | 10039001370001 | Ladda upp en bild av detta fornminne      |
| Ytterselö 138:1                        | Gravfält                    |              | Ytterselö, Södermanland |                  | 59.385551, 17.251878 | 10039001380001 | Ladda upp en bild av detta fornminne      |
| Ytterselö 139:1                        | Gravfält                    |              | Ytterselö, Södermanland |                  | 59.385996, 17.255943 | 10039001390001 | Ladda upp en bild av detta fornminne      |
| Ytterselö 140:1                        | Stensättning                |              | Ytterselö, Södermanland |                  | 59.387086, 17.256215 | 10039001400001 | Ladda upp en bild av detta fornminne      |
| Ytterselö 141:1                        | Stensättning                |              | Ytterselö, Södermanland |                  | 59.388355, 17.255293 | 10039001410001 | Ladda upp en bild av detta fornminne      |
| Ytterselö 142:1                        | Husgrund, historisk tid     |              | Ytterselö, Södermanland |                  | 59.390704, 17.189926 | 10039001420001 | Ladda upp en bild av detta fornminne      |
| Ytterselö 143:1                        | Gravfält                    |              | Ytterselö, Södermanland |                  | 59.391647, 17.252241 | 10039001430001 | Ladda upp en bild av detta fornminne      |
| Sö 199 (Ytterselö 143:2)               | Runristning                 |              | Ytterselö, Södermanland | Ullunda          | 59.391780, 17.251484 | 10039001430002 | Ladda upp en bild av detta fornminne      |
| Ytterselö 144:1                        | Stensättning                |              | Ytterselö, Södermanland |                  | 59.392529, 17.248527 | 10039001440001 | Ladda upp en bild av detta fornminne      |
| Ytterselö 145:1                        | Stensättning                |              | Ytterselö, Södermanland |                  | 59.362495, 17.374062 | 10039001450001 | Ladda upp en bild av detta fornminne      |
| Ytterselö 146:1                        | Röse                        |              | Ytterselö, Södermanland |                  | 59.362795, 17.372081 | 10039001460001 | Ladda upp en bild av detta fornminne      |
| Ytterselö 147:1                        | Gravfält                    |              | Ytterselö, Södermanland |                  | 59.369531, 17.195758 | 10039001470001 | Ladda upp en till bild av detta fornminne |
| Sö 203 (Ytterselö 147:2)               | Runristning                 |              | Ytterselö, Södermanland | Östa             | 59.369296, 17.195880 | 10039001470002 | Ladda upp en till bild av detta fornminne |
| Ytterselö 148:1                        | Stensättning                |              | Ytterselö, Södermanland |                  | 59.369339, 17.194478 | 10039001480001 | Ladda upp en bild av detta fornminne      |
| Ytterselö 149:1                        | Hög                         |              | Ytterselö, Södermanland |                  | 59.370494, 17.192674 | 10039001490001 | Ladda upp en bild av detta fornminne      |
| Ytterselö 149:2                        | Hög                         |              | Ytterselö, Södermanland |                  | 59.370639, 17.192428 | 10039001490002 | Ladda upp en bild av detta fornminne      |
| Ytterselö 150:1                        | Stensättning                |              | Ytterselö, Södermanland |                  | 59.370129, 17.193468 | 10039001500001 | Ladda upp en bild av detta fornminne      |
| Ytterselö 150:2                        | Stensättning                |              | Ytterselö, Södermanland |                  | 59.369952, 17.193955 | 10039001500002 | Ladda upp en bild av detta fornminne      |
| Ytterselö 151:1                        | Stensättning                |              | Ytterselö, Södermanland |                  | 59.371851, 17.201656 | 10039001510001 | Ladda upp en bild av detta fornminne      |
| Ytterselö 152:1                        | Gravfält                    |              | Ytterselö, Södermanland |                  | 59.366084, 17.206888 | 10039001520001 | Ladda upp en bild av detta fornminne      |
| Ytterselö 153:1                        | Gravfält                    |              | Ytterselö, Södermanland |                  | 59.371879, 17.212821 | 10039001530001 | Ladda upp en bild av detta fornminne      |
| Ytterselö 154:1                        | Stensättning                |              | Ytterselö, Södermanland |                  | 59.374639, 17.211833 | 10039001540001 | Ladda upp en bild av detta fornminne      |
| Ytterselö 154:2                        | Stensättning                |              | Ytterselö, Södermanland |                  | 59.374536, 17.211938 | 10039001540002 | Ladda upp en bild av detta fornminne      |
| Ytterselö 155:1                        | Gravfält                    |              | Ytterselö, Södermanland |                  | 59.378921, 17.215705 | 10039001550001 | Ladda upp en bild av detta fornminne      |
| Ytterselö 157:1                        | Gravfält                    |              | Ytterselö, Södermanland |                  | 59.385975, 17.237723 | 10039001570001 | Ladda upp en bild av detta fornminne      |
| Ytterselö 158:1                        | Stensättning                |              | Ytterselö, Södermanland |                  | 59.378438, 17.244946 | 10039001580001 | Ladda upp en bild av detta fornminne      |
| Ytterselö 158:2                        | Stensättning                |              | Ytterselö, Södermanland |                  | 59.378348, 17.245122 | 10039001580002 | Ladda upp en bild av detta fornminne      |
| Ytterselö 159:1                        | Gravfält                    |              | Ytterselö, Södermanland |                  | 59.378811, 17.248321 | 10039001590001 | Ladda upp en bild av detta fornminne      |
| Ytterselö 160:1                        | Stensättning                |              | Ytterselö, Södermanland |                  | 59.380786, 17.246349 | 10039001600001 | Ladda upp en bild av detta fornminne      |
| Ytterselö 161:1                        | Röse                        |              | Ytterselö, Södermanland |                  | 59.381830, 17.241355 | 10039001610001 | Ladda upp en bild av detta fornminne      |
| Ytterselö 161:2                        | Stensättning                |              | Ytterselö, Södermanland |                  | 59.381696, 17.241315 | 10039001610002 | Ladda upp en bild av detta fornminne      |
| Ytterselö 162:1                        | Gravfält                    |              | Ytterselö, Södermanland |                  | 59.385094, 17.246149 | 10039001620001 | Ladda upp en bild av detta fornminne      |
| Ytterselö 163:1                        | Hällristning                |              | Ytterselö, Södermanland |                  | 59.385104, 17.240537 | 10039001630001 | Ladda upp en bild av detta fornminne      |
| Ytterselö 163:2                        | Stensättning                |              | Ytterselö, Södermanland |                  | 59.384994, 17.240625 | 10039001630002 | Ladda upp en bild av detta fornminne      |
| Ytterselö 164:1                        | Gravfält                    |              | Ytterselö, Södermanland |                  | 59.383421, 17.242652 | 10039001640001 | Ladda upp en bild av detta fornminne      |
| Ytterselö 165:1                        | Röse                        |              | Ytterselö, Södermanland |                  | 59.384593, 17.241967 | 10039001650001 | Ladda upp en bild av detta fornminne      |
| Ytterselö 166:1                        | Stensättning                |              | Ytterselö, Södermanland |                  | 59.384515, 17.244724 | 10039001660001 | Ladda upp en bild av detta fornminne      |
| Ytterselö 167:1                        | Stensättning                |              | Ytterselö, Södermanland |                  | 59.381935, 17.247221 | 10039001670001 | Ladda upp en bild av detta fornminne      |
| Ytterselö 167:2                        | Stensättning                |              | Ytterselö, Södermanland |                  | 59.382103, 17.247554 | 10039001670002 | Ladda upp en bild av detta fornminne      |
| Ytterselö 167:3                        | Stensättning                |              | Ytterselö, Södermanland |                  | 59.381884, 17.247958 | 10039001670003 | Ladda upp en bild av detta fornminne      |
| Ytterselö 168:1                        | Stensättning                |              | Ytterselö, Södermanland |                  | 59.387660, 17.249940 | 10039001680001 | Ladda upp en bild av detta fornminne      |
| Ytterselö 169:1                        | Stensättning                |              | Ytterselö, Södermanland |                  | 59.388458, 17.249571 | 10039001690001 | Ladda upp en bild av detta fornminne      |
| Ytterselö 169:2                        | Stensättning                |              | Ytterselö, Södermanland |                  | 59.388462, 17.249377 | 10039001690002 | Ladda upp en bild av detta fornminne      |
| Ytterselö 169:3                        | Stensättning                |              | Ytterselö, Södermanland |                  | 59.388187, 17.249596 | 10039001690003 | Ladda upp en bild av detta fornminne      |
| Ytterselö 169:4                        | Stensättning                |              | Ytterselö, Södermanland |                  | 59.388141, 17.249880 | 10039001690004 | Ladda upp en bild av detta fornminne      |
| Ytterselö 170:1                        | Stensättning                |              | Ytterselö, Södermanland |                  | 59.387065, 17.250344 | 10039001700001 | Ladda upp en bild av detta fornminne      |
| Ytterselö 170:2                        | Stensättning                |              | Ytterselö, Södermanland |                  | 59.386875, 17.250013 | 10039001700002 | Ladda upp en bild av detta fornminne      |
| Ytterselö 170:3                        | Stensättning                |              | Ytterselö, Södermanland |                  | 59.386753, 17.249537 | 10039001700003 | Ladda upp en bild av detta fornminne      |
| Ytterselö 170:4                        | Stensättning                |              | Ytterselö, Södermanland |                  | 59.386606, 17.249539 | 10039001700004 | Ladda upp en bild av detta fornminne      |
| Ytterselö 171:1                        | Gravfält                    |              | Ytterselö, Södermanland |                  | 59.393029, 17.244345 | 10039001710001 | Ladda upp en bild av detta fornminne      |
| Ytterselö 172:1                        | Röse                        |              | Ytterselö, Södermanland |                  | 59.392278, 17.243664 | 10039001720001 | Ladda upp en bild av detta fornminne      |
| Ytterselö 173:1                        | Stensättning                |              | Ytterselö, Södermanland |                  | 59.388925, 17.248609 | 10039001730001 | Ladda upp en bild av detta fornminne      |
| Ytterselö 173:2                        | Stensättning                |              | Ytterselö, Södermanland |                  | 59.389231, 17.248176 | 10039001730002 | Ladda upp en bild av detta fornminne      |
| Ytterselö 174:1                        | Gravfält                    |              | Ytterselö, Södermanland |                  | 59.397517, 17.242930 | 10039001740001 | Ladda upp en bild av detta fornminne      |
| Ytterselö 175:1                        | Röse                        |              | Ytterselö, Södermanland |                  | 59.398470, 17.242805 | 10039001750001 | Ladda upp en bild av detta fornminne      |
| Ytterselö 175:2                        | Stensättning                |              | Ytterselö, Södermanland |                  | 59.398383, 17.242587 | 10039001750002 | Ladda upp en bild av detta fornminne      |
| Ytterselö 175:3                        | Stensättning                |              | Ytterselö, Södermanland |                  | 59.398383, 17.242904 | 10039001750003 | Ladda upp en bild av detta fornminne      |
| Ytterselö 175:4                        | Stensättning                |              | Ytterselö, Södermanland |                  | 59.398265, 17.243019 | 10039001750004 | Ladda upp en bild av detta fornminne      |
| Ytterselö 176:1                        | Röse                        |              | Ytterselö, Södermanland |                  | 59.397251, 17.239987 | 10039001760001 | Ladda upp en bild av detta fornminne      |
| Ytterselö 176:2                        | Stensättning                |              | Ytterselö, Södermanland |                  | 59.397528, 17.240067 | 10039001760002 | Ladda upp en bild av detta fornminne      |
| Ytterselö 177:1                        | Stensättning                |              | Ytterselö, Södermanland |                  | 59.396682, 17.239960 | 10039001770001 | Ladda upp en bild av detta fornminne      |
| Ytterselö 177:2                        | Stensättning                |              | Ytterselö, Södermanland |                  | 59.396527, 17.239975 | 10039001770002 | Ladda upp en bild av detta fornminne      |
| Ytterselö 177:3                        | Stensättning                |              | Ytterselö, Södermanland |                  | 59.396440, 17.240134 | 10039001770003 | Ladda upp en bild av detta fornminne      |
| Ytterselö 178:1                        | Stensättning                |              | Ytterselö, Södermanland |                  | 59.395657, 17.228414 | 10039001780001 | Ladda upp en bild av detta fornminne      |
| Ytterselö 179:1                        | Röse                        |              | Ytterselö, Södermanland |                  | 59.389246, 17.237484 | 10039001790001 | Ladda upp en bild av detta fornminne      |
| Ytterselö 180:1                        | Röse                        |              | Ytterselö, Södermanland |                  | 59.389493, 17.236187 | 10039001800001 | Ladda upp en bild av detta fornminne      |
| Ytterselö 181:1                        | Stensättning                |              | Ytterselö, Södermanland |                  | 59.396512, 17.250617 | 10039001810001 | Ladda upp en bild av detta fornminne      |
| Lötagsberget (Ytterselö 182:1)         | Fornborg                    |              | Ytterselö, Södermanland |                  | 59.397633, 17.248355 | 10039001820001 | Ladda upp en bild av detta fornminne      |
| Ytterselö 184:1                        | Stensättning                |              | Ytterselö, Södermanland |                  | 59.419469, 17.271208 | 10039001840001 | Ladda upp en bild av detta fornminne      |
| Ytterselö 185:1                        | Stensättning                |              | Ytterselö, Södermanland |                  | 59.371538, 17.203655 | 10039001850001 | Ladda upp en bild av detta fornminne      |
| Ytterselö 187:1                        | Fornborg                    |              | Ytterselö, Södermanland |                  | 59.376878, 17.243243 | 10039001870001 | Ladda upp en bild av detta fornminne      |
| Ytterselö 188:1                        | Stensättning                |              | Ytterselö, Södermanland |                  | 59.394407, 17.190644 | 10039001880001 | Ladda upp en bild av detta fornminne      |
| Ytterselö 202                          | Gravfält                    |              | Ytterselö, Södermanland |                  | 59.411957, 17.255731 | 12000000005800 | Ladda upp en bild av detta fornminne      |
| Ytterselö 205                          | Stensättning                |              | Ytterselö, Södermanland |                  | 59.391571, 17.240379 | 12000000005805 | Ladda upp en bild av detta fornminne      |
| Ytterselö 207                          | Stensättning                |              | Ytterselö, Södermanland |                  | 59.390893, 17.251856 | 12000000005807 | Ladda upp en bild av detta fornminne      |
| Ytterselö 211                          | Lägenhetsbebyggelse         |              | Ytterselö, Södermanland |                  | 59.393211, 17.235589 | 12000000005811 | Ladda upp en bild av detta fornminne      |
| Ytterselö 217                          | Stensättning                |              | Ytterselö, Södermanland |                  | 59.391039, 17.251681 | 12000000005817 | Ladda upp en bild av detta fornminne      |
| Ytterselö 223                          | Stensättning                |              | Ytterselö, Södermanland |                  | 59.390980, 17.251781 | 12000000005823 | Ladda upp en bild av detta fornminne      |
| Ytterselö 227                          | Stensättning                |              | Ytterselö, Södermanland |                  | 59.414938, 17.328494 | 12000000005835 | Ladda upp en bild av detta fornminne      |
| Ytterselö 229                          | Stensättning                |              | Ytterselö, Södermanland |                  | 59.369828, 17.241262 | 12000000005837 | Ladda upp en bild av detta fornminne      |
| Ytterselö 230                          | Stensättning                |              | Ytterselö, Södermanland |                  | 59.372236, 17.233211 | 12000000005838 | Ladda upp en bild av detta fornminne      |
| Ytterselö 231                          | Stensättning                |              | Ytterselö, Södermanland |                  | 59.381656, 17.247573 | 12000000005839 | Ladda upp en bild av detta fornminne      |
| Ytterselö 233                          | Stensättning                |              | Ytterselö, Södermanland |                  | 59.374340, 17.229876 | 12000000005841 | Ladda upp en bild av detta fornminne      |
| Ytterselö 236                          | Stensättning                |              | Ytterselö, Södermanland |                  | 59.369832, 17.241521 | 12000000005844 | Ladda upp en bild av detta fornminne      |
| Ytterselö 239                          | Stensättning                |              | Ytterselö, Södermanland |                  | 59.369817, 17.241650 | 12000000005847 | Ladda upp en bild av detta fornminne      |
| Ytterselö 242                          | Stensättning                |              | Ytterselö, Södermanland |                  | 59.369833, 17.241418 | 12000000005850 | Ladda upp en bild av detta fornminne      |
| Ytterselö 248                          | Kvarn                       |              | Ytterselö, Södermanland |                  | 59.367515, 17.225619 | 12000000005856 | Ladda upp en bild av detta fornminne      |
| Stenhuggartorpet (Ytterselö 250)       | Lägenhetsbebyggelse         |              | Ytterselö, Södermanland |                  | 59.369181, 17.240438 | 12000000005858 | Ladda upp en bild av detta fornminne      |
| Ytterselö 251                          | Stensättning                |              | Ytterselö, Södermanland |                  | 59.384818, 17.268537 | 12000000005859 | Ladda upp en bild av detta fornminne      |
| Ytterselö 253                          | Stensättning                |              | Ytterselö, Södermanland |                  | 59.410601, 17.310732 | 12000000006087 | Ladda upp en bild av detta fornminne      |
| Ytterselö 256                          | Stensättning                |              | Ytterselö, Södermanland |                  | 59.406045, 17.301997 | 12000000006090 | Ladda upp en bild av detta fornminne      |
| Ytterselö 258                          | Stensättning                |              | Ytterselö, Södermanland |                  | 59.397321, 17.298701 | 12000000006092 | Ladda upp en bild av detta fornminne      |
| Ytterselö 259                          | Gravfält                    |              | Ytterselö, Södermanland |                  | 59.413061, 17.276214 | 12000000006093 | Ladda upp en bild av detta fornminne      |
| Ytterselö 260                          | Lägenhetsbebyggelse         |              | Ytterselö, Södermanland |                  | 59.396720, 17.300334 | 12000000006096 | Ladda upp en bild av detta fornminne      |
| Ytterselö 265                          | Röse                        |              | Ytterselö, Södermanland |                  | 59.428338, 17.252387 | 12000000006101 | Ladda upp en bild av detta fornminne      |
| Ytterselö 272                          | Stensättning                |              | Ytterselö, Södermanland |                  | 59.404368, 17.279011 | 12000000006108 | Ladda upp en bild av detta fornminne      |
| Ytterselö 275                          | Stensättning                |              | Ytterselö, Södermanland |                  | 59.404373, 17.278936 | 12000000006111 | Ladda upp en bild av detta fornminne      |
| Ytterselö 281                          | Stensättning                |              | Ytterselö, Södermanland |                  | 59.429091, 17.255442 | 12000000006119 | Ladda upp en bild av detta fornminne      |
| Ytterselö 286                          | Röse                        |              | Ytterselö, Södermanland |                  | 59.392431, 17.244386 | 12000000006124 | Ladda upp en bild av detta fornminne      |
| Ytterselö 288                          | Stensättning                |              | Ytterselö, Södermanland |                  | 59.395838, 17.295559 | 12000000006126 | Ladda upp en bild av detta fornminne      |
| Ytterselö 289                          | Stensättning                |              | Ytterselö, Södermanland |                  | 59.421976, 17.265667 | 12000000006127 | Ladda upp en bild av detta fornminne      |
| Ytterselö 292                          | Stensättning                |              | Ytterselö, Södermanland |                  | 59.416385, 17.275419 | 12000000006130 | Ladda upp en bild av detta fornminne      |
| Ytterselö 298                          | Hällristning                |              | Ytterselö, Södermanland |                  | 59.385483, 17.197162 | 12000000006137 | Ladda upp en bild av detta fornminne      |
| Ytterselö 300                          | Hällristning                |              | Ytterselö, Södermanland |                  | 59.387380, 17.196638 | 12000000006140 | Ladda upp en bild av detta fornminne      |
| Ytterselö 301                          | Hällristning                |              | Ytterselö, Södermanland |                  | 59.371319, 17.200087 | 12000000006142 | Ladda upp en bild av detta fornminne      |
| Ytterselö 304                          | Hällristning                |              | Ytterselö, Södermanland |                  | 59.390310, 17.187909 | 12000000006146 | Ladda upp en bild av detta fornminne      |
| Sö 202 (Ytterselö 311)                 | Runristning                 |              | Ytterselö, Södermanland | Östa             | 59.369730, 17.195882 | 12000000006154 | Ladda upp en till bild av detta fornminne |
| Ytterselö 320                          | Lägenhetsbebyggelse         |              | Ytterselö, Södermanland |                  | 59.400686, 17.244641 | 12000000006163 | Ladda upp en bild av detta fornminne      |
| Ytterselö 324                          | Husgrund, historisk tid     |              | Ytterselö, Södermanland |                  | 59.385576, 17.297992 | 12000000007758 | Ladda upp en bild av detta fornminne      |
| Ytterselö 329                          | Gravfält                    |              | Ytterselö, Södermanland |                  | 59.384922, 17.311812 | 12000000007765 | Ladda upp en bild av detta fornminne      |
| Ytterselö 342                          | Lägenhetsbebyggelse         |              | Ytterselö, Södermanland |                  | 59.381826, 17.226234 | 12000000007780 | Ladda upp en bild av detta fornminne      |
| Ytterselö 344                          | Stensättning                |              | Ytterselö, Södermanland |                  | 59.413796, 17.228541 | 12000000007782 | Ladda upp en bild av detta fornminne      |
| Ytterselö 347                          | Husgrund, historisk tid     |              | Ytterselö, Södermanland |                  | 59.367751, 17.275819 | 12000000040309 | Ladda upp en bild av detta fornminne      |
| Ytterselö 352                          | Stensättning                |              | Ytterselö, Södermanland |                  | 59.377055, 17.242517 | 12000000040314 | Ladda upp en bild av detta fornminne      |
| Ytterselö 362                          | Gravfält                    |              | Ytterselö, Södermanland |                  | 59.369635, 17.231992 | 12000000082922 | Ladda upp en bild av detta fornminne      |